# London Blitz (American Football)
London Blitz ist eine Footballmannschaft aus England, das im Leichtathletikstadion im Londoner Finsbury Park angesiedelt ist.

## Geschichte
Das Football-Team London Blitz entstand durch eine Zusammenlegung der früheren Teams Ealing Eagles (1984–1994) und Woking Generals (1988–1993). In der Saison 1997 spielten sie erstmals in der ersten britischen Division. Im Jahr 2006 erreichten sie zum ersten Mal den Britbowl, unterlagen dort jedoch dem Stadtrivalen London Olympians. Ein Jahr später zogen sie erneut in den BritBowl ein und gewannen ihren ersten nationalen Titel. Von 2009 bis 2012 gewann Blitz vier weitere Meisterschaften in Folge. Von 2006 bis 2017 war London Blitz in jedem Britbowl vertreten und ist damit Rekordhalter mit 12 Finalteilnahmen, die sie zudem in Folge hatten.
International traten die London Blitz erstmals 2010 an, wo sie auf Anhieb ins Halbfinale des EFAF Cup vordrangen. Ein Jahr darauf konnten sie mit dem EFAF Cup 2011 den ersten europäischen Titel holen. In der Saison 2012 traten sie in der European Football League an. Als Gruppensieger in der Vorrunde scheiterten sie dann im Viertelfinale an den Berlin Adler.

## Erfolge
- EFAF Cup: 2011
- Britbowl
  - Sieg: (5) 2007, 2009–2012
  - Teilnahme: (12) 2006–2017